# 深圳特区报

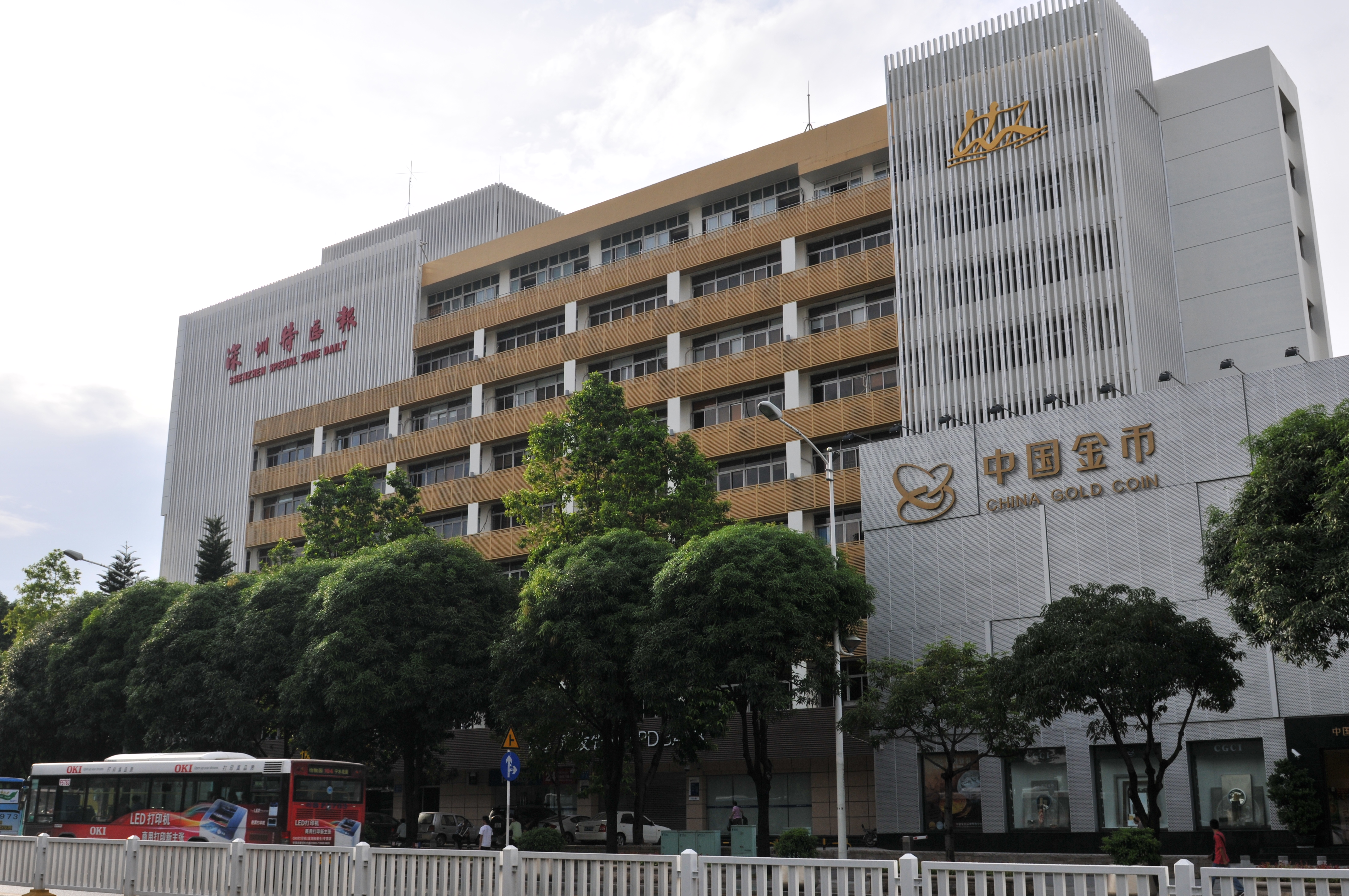
深圳特区报社第一代社址（现在有部分部门在此办公）

《深圳特区报》是深圳报业集团下属的报纸，中共深圳市委机关报，是以政治、经济、文化报道为主的大型综合性日报。1982年5月24日，《深圳特区报》在试刊的基础上正式创刊。
2018年，《深圳特区报》被中华人民共和国国家新闻出版广电总局新闻报刊司评为2017年全国“百强报刊”。